# Hlegu
Hlegu (birmanisch လှည်းကူး; BGN/PCGN: hligu) ist eine Kleinstadt im Süden Myanmars, 45 Kilometer im Nordosten von Yangon (Rangun), der früheren Hauptstadt von Birma.
70 Prozent der Bevölkerung gelten hier als arm. Der Zyklon Nargis hat im Mai 2008 große Teile Hlegus zerstört.